# Mócsy emlékérem
A Mócsy emlékérem (ismert még Dr. Mócsy János-emlékérem, Dr. Mócsy János-díj és Mócsy-díj néven is) az Állatorvosi Kamarák Szövetsége által alapított díj Mócsy János professzor emlékére, szellemiségének megőrzésére és továbbvitelére.

## A díj története
A díj odaítélési szabályainak kidolgozására Bartalis Imre kapott megbízást. Bartalis már 1993. január 29-én jelezte az igazgatói tanácsülésen, hogy az emlékérem készítése folyamatban van, és a Kamarák Szövetsége megbízásából elkészítette az emlékérem odaítélésének javaslatát. Javaslatai a díjhoz az alábbiakat tartalmazták:
1. A Mócsy-emlékérmet csak kamarai tag kaphatja meg.
2. Minden évben 3 db emlékérmet kell átadni.
3. Az érmekkel pénzbeli juttatás addig nem jár, amíg a Kamara fenntartása kizárólag a kamarai tagdíjakra támaszkodik.
4. Minden egyes tagkamara minden évben 1 főt javasolhat kitüntetésre. A javaslatnak részletesen tartalmaznia kell a jelölt szakmai felkészültségét, emberi magatartását, a kamarában végzett munkásságát és rövid életrajzát.
5. A beérkezett javaslatok elbírálására öttagú kuratóriumot kell létrehozni, melynek vezetője a szövetség mindenkori elnöke. A kuratórium tagjait a választmány többségi szavazattal delegálja.
6. A kuratóriumba azok a személyek nem választhatók, akiket a kamarájuk az emlékérem odaítélésére javasolt. A kuratóriumi tagság minden évben egy alkalomra szól, és az elbírálás után automatikusan megszűnik.
7. A kuratórium a döntését köteles a választmány előtt részletesen megindokolni.
8. Az emlékérmeket ünnepélyes keretek között kell átadni.
9. A diplomakiosztó ünnepségen az arany-, gyémánt- és vasdiplomák átadása után kerüljön sor az érmek átadására. (Ezt az egyetem rektorával meg kell beszélni és engedélyét kérni.)
10. Az érem átadásakor névre szóló díszoklevelet kell készíttetni.
11. Az érmeket a szövetség mindenkori elnöke adja át.

Bartalis a javaslatait azzal egészítette ki, hogy az 1993. évre, az első pontban foglaltakkal ellentétben, tegyenek kivételt dr. Lami Gyula esetében, és a javasolt három érem mellett egy negyediket osszanak ki nevezett professzornak. Indoklásában kifejtette, hogy Lami professzor a legkedvesebb munkatársa volt Mócsy professzornak, és ő a tanszék vezetésének várományosa, de a politikai diszkrimináció miatt a professzor mellőzve volt.
További – az alapjavaslattól eltérő – javaslata az volt, hogy az első díjakat ne a szövetség mindenkori elnöke, hanem Mócsy Mária, a professzor lánya adja át. Javaslatának megfelelően a díjat dr. Stirlingné dr. Mócsy Mária, adta át az első díjazottaknak 1993. november 19-én az egyetemi diplomaosztó ünnepségen. Ez később más alkalmakkor  (1994, 1996, és 2000) is így történt. 
Dr. Lami Gyula nyugalmazott egyetemi tanárnak, dr. Bokori József nyugalmazott egyetemi tanárnak, dr. Balla József nyugalmazott főállatorvosnak (Nógrád megye), dr. Bartalis Imre kerületi főállatorvosnak (Veszprém megye), dr. Nagy Zoltán nyugalmazott főállatorvosnak (Békés megye).

## Az emlékérem
| A Mócsy-emlékérem                         | A Mócsy-emlékérem                         |
| Kattints az alábbi külső linkek egyikére! | Kattints az alábbi külső linkek egyikére! |
| ----------------------------------------- | ----------------------------------------- |
| Nem található szabad kép.(?)              |                                           |
| külső link · jogvédett                    | Az érme két oldala a 8/a és 8/b képeken   |

A 85 mm átmérőjű bronzérem előlapján a névadó szembe és kissé balra néző arcképével, baloldalt körívben "MÓCSY JÁNOS/ 1895-1976" felirattal látható, míg hátlapján középen 35 mm magas, 11 mm szárszélességű, az alapból kissé kiemelkedő, egyenlő szárú kereszt, az érem szélén felül "MAGYAR ÁLLATORVOSI", alul "KAMARÁK SZÖVETSÉGE" körirattal. Az érem Kelemen Kristóf szobrászművész alkotása.

## Díjazottak
- 1993: Dr. Lami Gyula,[15] Dr. Bokori József,[15] Dr. Balla József, Dr. Bartalis Imre,[15] Dr. Nagy Zoltán[9]
- 1994: Dr. Haracsi Sándor,[15] Dr. Hulinay János,[15] Dr. Nagy Zsigmond[15][16]
- 1995: Dr. Simon József, Dr. Pál László, Dr. Palik János, Dr. Gelencsér József (posztumusz)[17][Mj. 1]
- 1996:  Dr. Theodor Hiepe, Dr. Wilfried Kraft[12][Mj. 2]
- 1997: Dr. Bukovecz Tibor, Dr. Polner Tibor, Dr. Újváriné Dr. Szergényi M. Éva[18]
- 1998: Dr. Végh László, Dr. Horváth László, Dr. Czövek László[19]
- 1999: Dr. Kégl Tamás, Dr. Szűcs Aladár, Dr. Kellner József[20]
- 2000: Dr. Graf Zoltán, Dr. Tönkő Pál, Dr. Vajdovich Károly[21]
- 2001: Dr. Szabó Tamás, Dr. Krajcsovics László, Dr. Kökény Gábor[22]
- 2002: Dr. Bölcskei István,[15] Dr. Kálvin Mihály[23][15]
- 2003: Dr. Felkai Ferenc,[24] Dr. Götli István,[24] Dr. Nagy László[24]
- 2004:  Dr. Jánosi István,[6][5] Dr. Vona Ferenc[6]
- 2005:  Dr. Marosi Jenő[Mj. 3]
- 2006: –
- 2007: Dr. Mátray Árpád
- 2008: Dr. Kégl Tamás, Dr. Mile Sándor[25]
- 2009: –
- 2010: –
- 2011: Dr. Pardavi Andor, Dr. Móré Attila[26]
- 2012: Dr. Horváth László[Mj. 4] Dr. Mezősi László, Dr. Mináry Péter[28]
- 2013: –
- 2014: –
- 2015: Dr. Szinku Mihály, Dr. Molnár Rezső
- 2016: Dr. Boros Imre, Dr. Mohai Imre
- 2017: Dr. Bertóti Béla, Dr. Kárpáti László, Dr. Gál Sándor
- 2018: Prof. Dr. Varga István
- 2019:  Dr. Varga József
- 2020: –
- 2021: –
- 2022:  Dr. Bognár Lajos